# Plecha

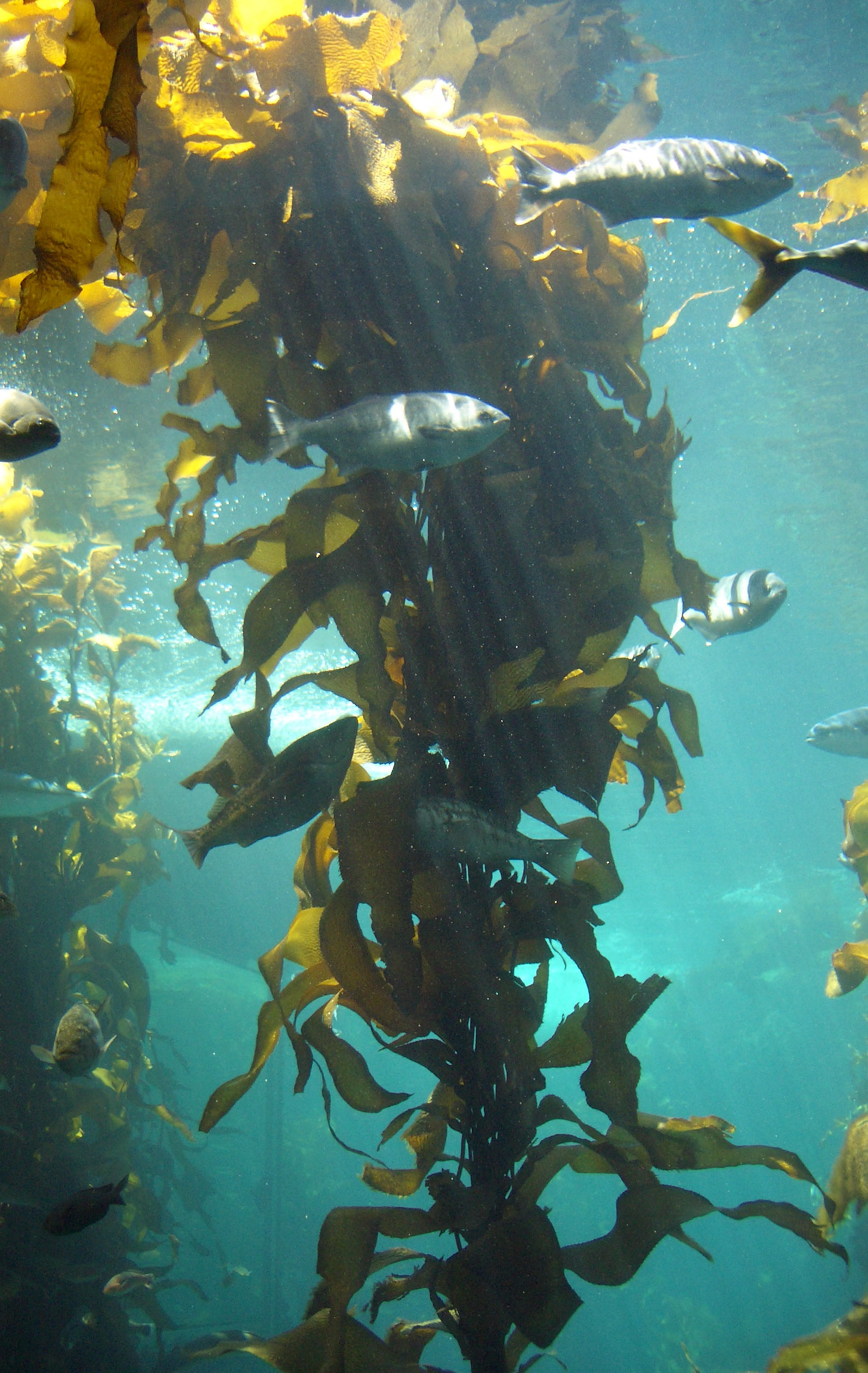
Plecha wielkomorszczu gruszkonośnego

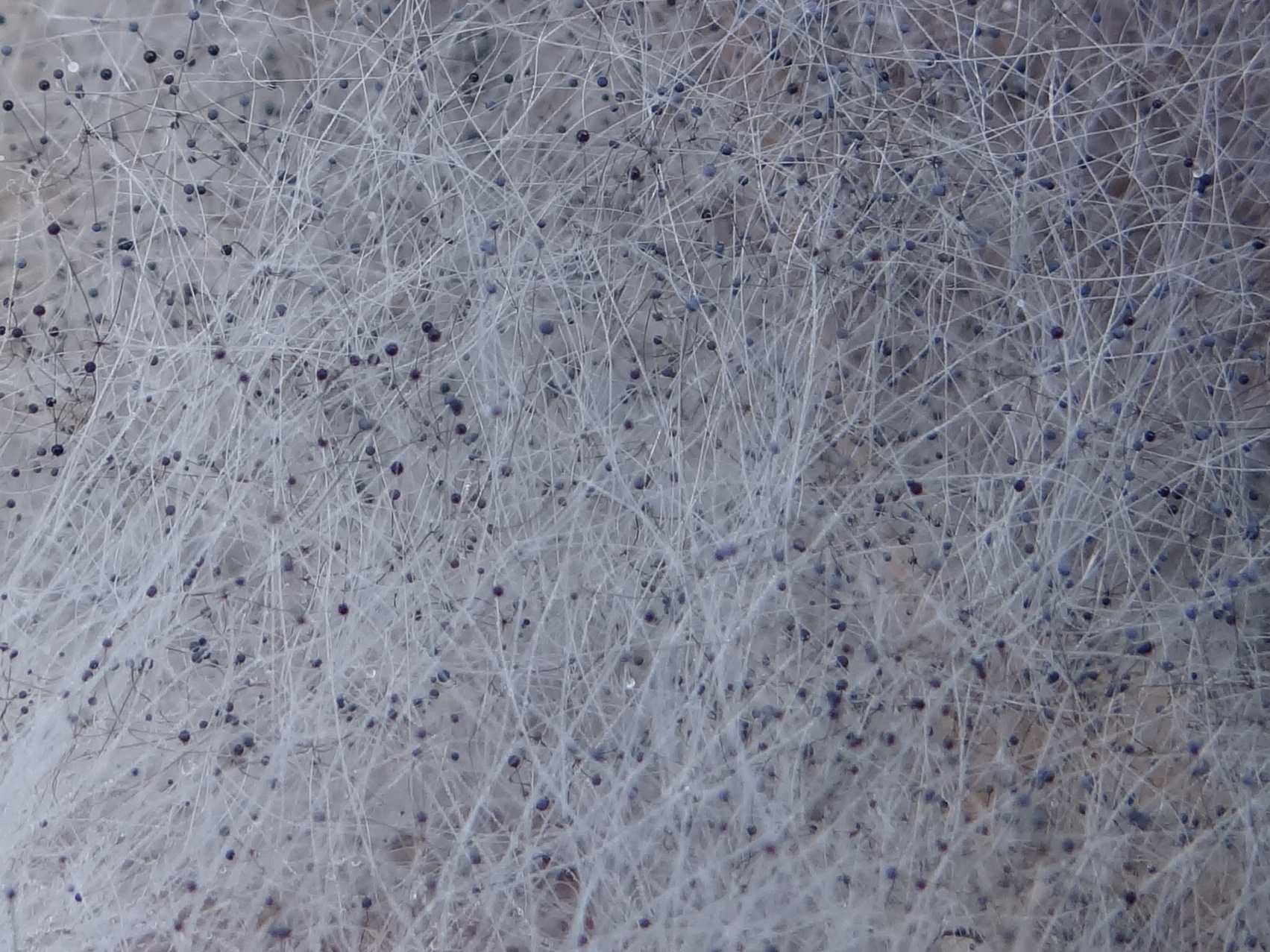
Plecha pleśniaka białego z zarodniami

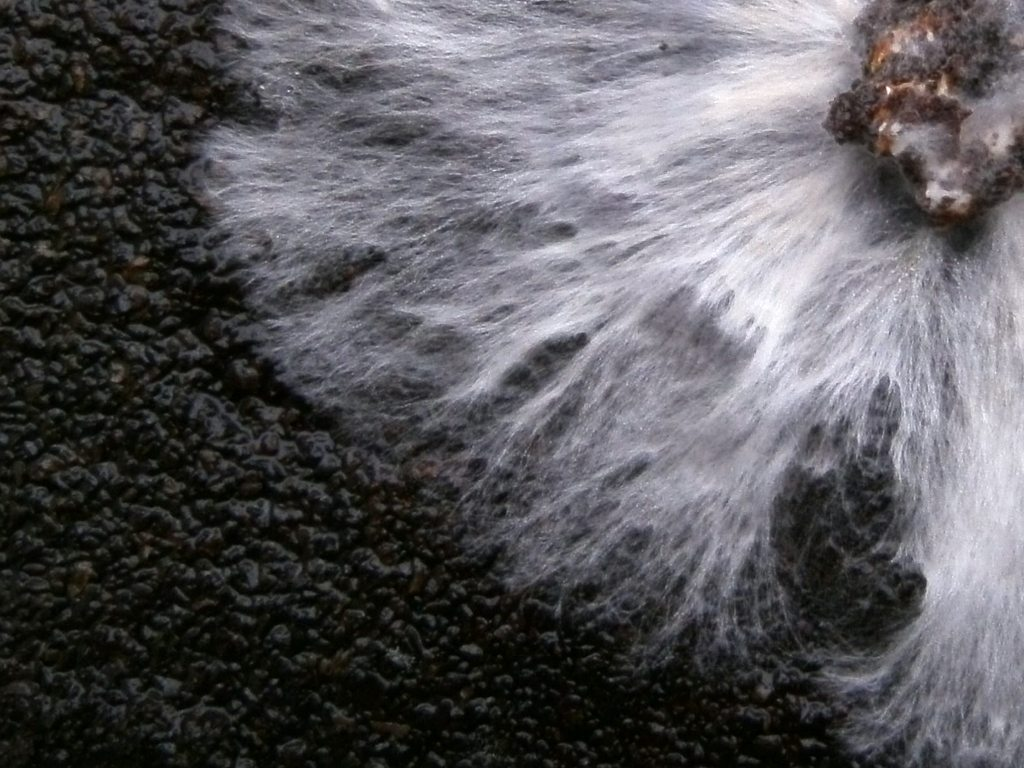
Plecha grzybów (boczniak ostrygowaty)

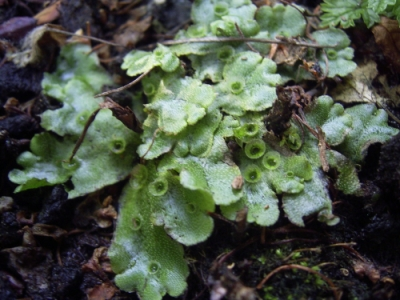
Plecha porostnicy wielokształtnej

Plecha (thallus) – wegetatywne ciało organizmów zaliczanych w dawnych systemach taksonomicznych do plechowców, niezróżnicowane na korzeń i pęd. Większość botaników za plechę nie uważa ciał jednokomórkowych, z wyjątkiem komórczaków. Rzadziej plechą określa się ponadto ciała jednokomórkowych glonów i grzybów (lub protistów grzybopodobnych) lub beztkankowych roślin lądowych, np. wątrobowców. U grzybów do określenia bardziej rozwiniętej plechy używa się określenia grzybnia.

## Stopnie organizacji plechy
Ze względu na budowę plechy właściwe (wielokomórkowe) dzielą się na komórczakowe, nitkowate, plektenchymatyczne i tkankowe.
W fykologii wyróżnia się następujące typy organizacji morfologicznej:
- jednokomórkowe (nie zawsze uznawane za plechy)
  - Monadowy, czyli wiciowcowy: naga komórka z jedną lub kilkoma wiciami (tzw. wiciowce, np. eugleniny i bruzdnice, ale poza tym we wszystkich grupach glonów, z wyjątkiem sinic, brunatnic i krasnorostów)
  - Ryzopodialny (rizopodialny): komórka pełzakowata, naga, poruszająca się za pomocą nibynóżek (tzw. korzenionóżki, wśród glonów rzadkie, np. Rhizochloris stigmatica)
  - Kokalny (kokalny, kokoidalny) lub protokokalny: komórki obłonione, bez wici, w zasadzie nieruchome (np. Chroococcales, okrzemki, desmidie, chlorokokowce, ale poza tym we wszystkich grupach glonów, z wyjątkiem euglenin i brunatnic)[6].

- kolonie wielokomórkowe:
  - Kapsalny, czyli tetrasporalny, najbardziej prymitywny stopień organizacji kolonii, polega na utrzymaniu czterech lub więcej komórek zespolonych galaretą lub błoną (Tetrasporales i rzadko wśród bruzdnic i złotowiciowców)
  - Trychalny, stopień organizacji kolonii mający postać nici, złożony z jednojądrowych komórek (trzęsidłowce, zygnematales, ale poza tym we wszystkich grupach glonów, z wyjątkiem euglenin)
  - Syfonalny stopień rozwoju kolonii (plechy) – plecha wielojądrowa, w postaci dużych nitkowatych lub rurkowatych lub kulistych komórczaków (Botrydium, Vaucheria, Caulerpa i in.)
  - Syfonokladialny (cenocytyczny) typ kolonii – wielojądrowe komórki łączą się w plechy gałęziste lub inne

Istnieją również postacie łączące powyższe typy – kolonie są tworzone przez monady (toczkowce) lub formy kokalne gwiazdoszek.
W prostszych systemach powyższe typy łączone są w bardziej ogólne w następujący sposób:
- Wiciowiec (monada)
- Forma palmelloidalna (kapsalna, tetrasporalna)
- Forma kokkalna
- Forma nitkowata (trychalna)[7].

Stopnie organizacji dzielone są również w następujący sposób:
- Protophyta
  - jednokomórkowce (np. euglena, niektóre sinice)
  - cenobia – luźne połączenia komórek powstałych w wyniku podziału komórki macierzystej, czasem tworzące nici (sinice nitkowate, niektóre okrzemki i złotowiciowce, zrostnicowate)
  - plazmodia – nagie masy plazmy (śluzowce) lub pseudoplazmodia zbudowane z komórek ameboidalnych (akrazjowce)
- Thallophyta – właściwe plechy
  - skupienia komórek – twory powstające z początkowo wolnych komórek (gwiazdoszek)
  - kolonie – zbiory komórek połączonych przez całe życie
  - plechy nitkowate – nici komórek o wspólnych błonach komórkowych
    - łańcuchy komórek – wszystkie komórki równowartościowe
    - plechy zróżnicowane biegunowo
    - plechy skręcone i rozgałęzione
    - plechy symetryczne
    - plechy plektenchymatyczne i pseudoparenchematyczne (zbudowane z tkanki rzekomej – liczne grzyby i krasnorosty)
    - plechy tkankowe (brunatnice, wątrobowce)
- Cormophyta – nieplechowa budowa osiowa i tkankowa (większość roślin lądowych)[7].